# Canal Winchester
Canal Winchester é uma aldeia localizada no estado norte-americano do Ohio, no Condado de Fairfield e Condado de Franklin.

## Demografia
Segundo o censo norte-americano de 2000, a sua população era de 4478 habitantes.
Em 2006, foi estimada uma população de 5819, um aumento de 1341 (29.9%).

## Geografia
De acordo com o United States Census Bureau tem uma área de 16,5 km², dos quais 16,5 km² cobertos por terra e 0,0 km² cobertos por água. Canal Winchester localiza-se a aproximadamente 232 m acima do nível do mar.

## Localidades na vizinhança
O diagrama seguinte representa as localidades num raio de 8 km ao redor de Canal Winchester.